# Гамильтон, Патрик (писатель)
Энтони Уолтер Патрик Гамильтон, Хэмилтон (англ. Anthony Walter Patrick Hamilton; 17 марта 1904 — 23 сентября 1962) — британский писатель и драматург.
Родился в деревне Хассокс недалеко от Брайтона. Из-за семейной бедности и отцовского алкоголизма вынужден был оставить школу в 15-летнем возрасте, в это же время опубликовал первое стихотворение в набирающем авторитет журнале Poetry Review. Короткое время пробовал себя в качестве актёра. В 19 лет закончил первый роман, «Утро понедельника» (англ. Monday Morning), изданный в 1925 году. Первый заметный успех Гамильтона был связан с пьесой «Верёвка» (англ. Rope; 1929), основанной в общих чертах на истории преступления Леопольда и Лёба и ставшей позднее сценарной основой для одноимённого фильма Альфреда Хичкока. Другим чрезвычайно успешным сочинением Гамильтона стала пьеса «Газовый свет» (англ. Gas Light; 1938, в США шла под названием «Улица ангелов»), также положенная в основу знаменитого одноимённого фильма (1944) с Ингрид Бергман в главной роли. По роману Гамильтона снят также кинофильм Джона Брама «Площадь похмелья» (1945).
Среди других произведений Гамильтона выделяется романная трилогия «Двадцать тысяч улиц под небесами» (англ. Twenty Thousand Streets Under the Sky; 1929—1934), каждая из частей которой фокусирует внимание на судьбе одного из трёх главных героев — уличной проститутки, влюблённого в неё бармена и влюблённой в него официантки.
Умер от цирроза печени вызванного хроническим алкоголизмом.